# العلاقات التشيكية الفيجية
العلاقات التشيكية الفيجية هي العلاقات الثنائية التي تجمع بين التشيك وفيجي.

## مقارنة بين البلدين
هذه مقارنة عامة ومرجعية للدولتين:
| وجه المقارنة                                              | التشيك                                                                            | فيجي                                                                 |
| --------------------------------------------------------- | --------------------------------------------------------------------------------- | -------------------------------------------------------------------- |
| المساحة (كم2)                                             | 78.87 ألف                                                                         | 18.27 ألف                                                            |
| عدد السكان (نسمة)                                         | 10.52 مليون                                                                       | 915.30 ألف                                                           |
| الكثافة السكانية (ن./كم²)                                 | 133.38                                                                            | 50.1                                                                 |
| العاصمة                                                   | براغ                                                                              | سوفا                                                                 |
| اللغة الرسمية                                             | اللغة التشيكية                                                                    | لغة إنجليزية، اللغة الفيجية، اللغة الفيجي الهندية، اللغة الهندستانية |
| العملة                                                    | كرونة تشيكية، كرونة تشيكوسلوفاكية                                                 | دولار فيجي                                                           |
| الناتج المحلي الإجمالي (بليون دولار)                      | 215.73 مليار                                                                      | 5.06 مليار                                                           |
| الناتج المحلي الإجمالي (تعادل القوة الشرائية) بليون دولار | 356.15 مليار                                                                      | 8.32 مليار                                                           |
| الناتج المحلي الإجمالي الاسمي للفرد دولار أمريكي          | 17.55 ألف                                                                         | 4.96 ألف                                                             |
| الناتج المحلي الإجمالي للفرد دولار أمريكي                 | 31.19 ألف                                                                         | 8.79 ألف                                                             |
| مؤشر التنمية البشرية                                      | 0.878                                                                             | 0.727                                                                |
| رمز المكالمات الدولي                                      | +420                                                                              | +679                                                                 |
| رمز الإنترنت                                              | .cz                                                                               | .fj                                                                  |
| المنطقة الزمنية                                           | ت ع م+01:00، ت ع م+02:00، توقيت وسط أوروبا، توقيت وسط أوروبا الصيفي، أوروبا/براغ ‏ | ت ع م+12:00                                                          |

## منظمات دولية مشتركة
يشترك البلدان في عضوية مجموعة من المنظمات الدولية، منها:
| علم المنظمة | اسم المنظمة                               | تاريخ انضمام التشيك | تاريخ انضمام فيجي |
| ----------- | ----------------------------------------- | ------------------- | ----------------- |
|             | مؤسسة التنمية الدولية                     | 1993                | 29 سبتمبر 1972    |
|             | يونسكو                                    | 22 فبراير 1993      | 14 يوليو 1983     |
|             | مؤسسة التمويل الدولية                     | 1993                | 12 يوليو 1979     |
|             | منظمة حظر الأسلحة الكيميائية              | ?                   | ?                 |
|             | الأمم المتحدة                             | 19 يناير 1993       | 13 أكتوبر 1970    |
|             | الاتحاد الدولي للاتصالات                  | 1993                | 5 مايو 1971       |
|             | منظمة الشرطة الجنائية الدولية             | ?                   | ?                 |
|             | البنك الدولي للإنشاء والتعمير             | 1993                | 28 مايو 1971      |
|             | الاتحاد البريدي العالمي                   | ?                   | ?                 |
|             | المركز الدولي لتسوية المنازعات الاستشارية | 22 أبريل 1993       | 10 سبتمبر 1977    |
|             | وكالة ضمان الاستثمار متعدد الأطراف        | 1993                | 24 سبتمبر 1990    |
|             | منظمة التجارة العالمية                    | ?                   | ?                 |

## وصلات خارجية
- موقع وزارة الخارجية التشيكية
- موقع وزارة الخارجية الفيجية